# چلچله سینه‌خاکستری
چلچله سینه‌خاکستری (نام علمی: Progne chalybea) نام یک گونه از سرده پروکن‌پرستوها است.